# Geografia rural
Geografia rural, é o nome que se dava antigamente ao estudo geográfico dos assentamentos rurais e das atividades e modos de vida desenvolvidos no meio rural. Embora atualmente a tecnologia tenha originado uma transformação tão importante, tanto nas cidades como no meio rural, como para considerar que já não se pode falar de conceitos que tem a ver com este ramo da geografia da mesma maneira que há quatro ou cinco décadas. Isto se deve que desde meados do século XX, em muitas zonas geográficas consideradas de baixa densidade de população, havia serviços que eram considerados, até aquele tempo, plenamente urbanas. Por outro lado, as cidades atuais tendem a invadir o espaço antes claramente rural, mediante a construção de residências, a dedicação a agricultura em tempo parcial, etc; criando-se assim, uma zona intermediária de difícil delimitação. Apesar do elo, se pode ainda descrever a geografia rural, como o estudo de zonas de baixa densidade demográfica, quase sempre afastadas ou separadas das cidades, que pode ou não carecer de certos serviços e atividades encontrados na cidade e que basicamente se refere as atividades humanas relacionadas com o setor primário da economia. Em geral, se apresenta a geografia rural como um sinônimo do que alguns autores denominam como geografia agrária, embora a realidade do mundo rural não se relaciona apenas como atividade agrícola, mas também com a mineração, a pesca, a silvicultura, bem como aspectos culturais e habitacionais.
Os diversos grupos acadêmicos que estão a frente deste ramo do conhecimento geográfico (geografia rural ou agrária) no Brasil tem promovido, desde a década de 1980, encontros e seminários, denominados ENGA´s e SINGA´s, alguns dos quais intecionando a mediação dos movimentos sociais do campo, os poderes públicos e privados e a sociedade acadêmica.